# Martin Sherman
Martin Sherman (* 1938 in Philadelphia, Pennsylvania) ist ein US-amerikanischer Dramatiker, Drehbuchautor und Autor.

## Leben
Sherman besuchte das Boston University College of Fine Arts und erreichte 1960 seinen Abschluss. Nach seinem Studium schrieb er verschiedene Theaterstücke. Am Broadway wurde er insbesondere für das Stück Bent bekannt, das 1980 für einen Tony Award nominiert und später unter gleichem Titel verfilmt wurde. Das Theaterstück handelt vom Schicksal homosexueller Menschen in einem Konzentrationslager in den 1940er-Jahren. Sherman schrieb des Weiteren das Drehbuch zu The Boy from Oz, das auf dem Leben von Peter Allen basiert. Hierfür erhielt er eine weitere Tony-Award-Nominierung. Sein Theaterstück Rose wurde für den Laurence Olivier Award nominiert.
2017 war er in dem Film Sea Sorrow zu sehen.

## Werke (Auswahl)
- Passing By
- 1979: Bent
- 1992: Clothes in the Wardrobe
- 1996: Indian Summer
- 2002: Callas Forever
- 2003: The Roman Spring of Mrs. Stone
- 2005: Mrs Henderson Presents
- 2008: Aristo
- 2010: Onassis
- 2017: Gently Down the Stream